# C'est quoi la vie ?
Pour plus de détails, voir Fiche technique et Distribution.
C'est quoi la vie ? est un film français de François Dupeyron sorti en 1999.

## Synopsis
Nicolas vit à la ferme avec ses parents et grands-parents. En raison de son endettement en tant qu'éleveur, d'une vache folle et de l'abattage du troupeau qui doit s'ensuivre, son père se suicide. Les grands-parents placés en maison de retraite, Nicolas tente alors de s'en sortir ; puis décide de s'installer avec sa sœur et ses grands-parents dans l'ancienne ferme abandonnée sur le Causse, là où vit Maria et ses enfants, la chanteuse veuve dont il est tombé amoureux,,.

## Fiche technique
- Titre : C'est quoi la vie ?
- Réalisation : François Dupeyron
- Scénario : François Dupeyron
- Photographie : Tetsuo Nagata
- Musique : Michel Portal, Brian Yamakoshi
- Décors : Patrick Durand
- Costume : Catherine Bouchard
- Montage : Bernard Sasia
- Production : Maurice Bernart
- Sociétés de production : Diaphana Films, France 3 Cinéma, Salomé
- Société de distribution en salles : Diaphana Distribution
- Format : 35 mm
- Pays de production :  France
- Langue originale : français
- Genre : drame
- Durée  : 95 minutes
- Dates de sortie : 
  - Japon : 12 juin 1999 (French Film Festival)
  - France : 8 septembre 1999
  - Belgique : 15 septembre 1999

## Distribution
- Éric Caravaca : Nicolas
- Jacques Dufilho : Noël
- Jean-Pierre Darroussin : Marc, le père
- Isabelle Renauld : Maria
- Michelle Goddet : Monique
- Claudine Mavros : Laure
- Elie Tazartes : Patty
- Julie-Anne Roth : Pauline
- Yves Verhoeven : Bruno
- Marc Adjadj : André
- Loïc Pichon : Albert
- Anthony Soulié : Paul
- Marina Soulié: Rose

## Distinctions
Le rôle de Nicolas vaut à Éric Caravaca le César du meilleur espoir masculin en 2000. Le film a également reçu la Coquille d'or du meilleur film et a permis à Jacques Dufilho d'obtenir la Coquille d'argent du meilleur acteur lors du Festival international du film de Saint-Sébastien en 1999. 
Ce film marque le début d'une longue collaboration entre François Dupeyron et Éric Caravaca. Il offre à ce comédien le rôle d'une gueule cassée dans La Chambre des officiers (avec à la clé une nomination au César du meilleur acteur en 2002) puis celui d'un clandestin kurde dans Inguélézi (2004).